# Броненосці типу «Італія»
Броненосці типу «Італія» (італ. Classe Італія) - броненосці Королівських військово-морських сил Італії  другої половини 19-го століття. 

## Історія створення
Розвиток важкої нарізної артилерії у другій половині 19 століття досягнув такого рівня, що можна було захистити невразливою бронею лише невелику частину корабля. Це відобразилось в конструкції броненосців типу «Кайо Дуіліо», де броньовий пояс прикривав лише центральну частину борту корабля, але цитадель та гарматні башти мали надзвичайно потужну броню. 
Конструктор цих кораблів Бенедетто Брін розумів, що пробивна здатність гармат постійно зростає, в той же час їхня скорострільність та точність надзвичайно низькі - можна розраховувати лише не одиничні влучання, а снаряди - це прості сталеві болванки, без вибухової речовини. Тому вони не можуть пробити добре захищену цитадель та завдати серйозної школи неброньованим частинам корабля, якщо ті будуть розділені на велику кількість невеликих відсіків. 
Тому Брін запропонував ідею броненосця, який взагалі не мав броньованого поясу. Машинне відділення захищалось броньованою палубою, широкими бортовими вугільними ямами та великою кількістю невеликих відсіків вздовж бортів, заповнених целюлозою (передбачалось, що у випадку влучання ворожого снаряду целюлоза буде розбухати від води та закривати пробоїну). 
Концепція Бріна була підтримана адміралтейством, і у 1876 році були закладені два кораблі.

## Конструкція

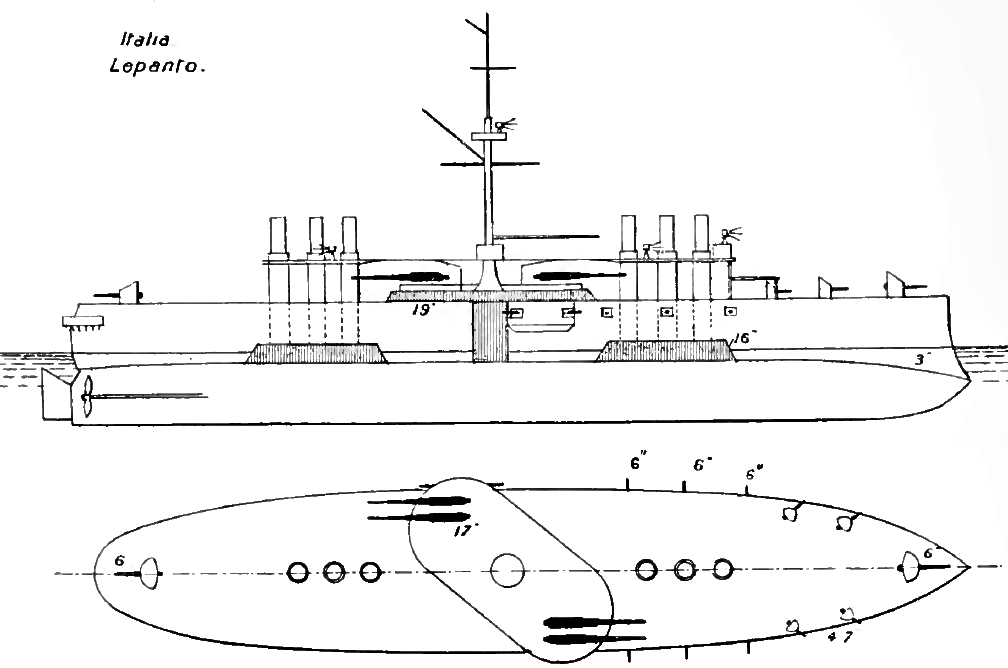
Схема корабля

### Озброєння
Головне озброєння броненосців складалось з чотирьох 432-мм казеннозарядних гармат Армстронга з довжиною ствола у 27 калібрів (11,6 м). Порівняно з 450-мм гарматами броненосців типу «Кайо Дуіліо» ці гармати мали кращу пробивну здатність та скорострільність - вони робили один постріл за 5 хв.
Крім того, на кораблях були встановлені вісім 152-мм і чотири 120-мм гармати.
Також на кораблях встановлювались чотири 356-мм торпедних апарати.
Пізніше на кораблях були встановлені 2 x 75-мм, 12 x 57-мм і 12 x 37-мм гармат.

### Бронювання
При відсутності броньового поясу гарматні барбети захищались потужною 480-мм бронею фірми «Крезо». Така ж броня прикривала елеватори подачі снарядів та основи димових труб.
Бойова рубка мала броню 300 мм. Броньова палуба товщиною 76-102 мм розташовувалась нижче ватерлінії та прикривала машинні відділення та життєво важливі відсіки корабля.
Артилерія середнього калібру відкрито розміщувалась на верхній та середній палубах.
Відмова від поясного бронювання дала змогу виграти великий запас водотоннажності для розміщення озброєння та силової установки.

### Силова установка
Силова установка броненосців типу «Італія» складалась з 26 парових котлів та двох парових машин подвійного розширення потужністю майже 16 000 к.с., забезпечуючи швидкість у 17,5 вузлів. Таким чином ці кораблі протягом 15 років були найшвидшими броненосцями у світі.
Великий запас вугілля у 1 700 т забезпечував дальність плавання у 8 700 миль.

## Представники
| Назва             | Верф                                         | Закладений            | Спущений на воду     | Вступив у стрій     | Доля                                                              |
| ----------------- | -------------------------------------------- | --------------------- | -------------------- | ------------------- | ----------------------------------------------------------------- |
| «Італія» Italia   | «Cantiere navale di Castellammare di Stabia» | 3 січня 1876 року     | 29 вересня 1880 року | 16 жовтня 1885 року | Виключений зі складу флоту 16 листопада 1921 року, зданий на злам |
| «Лепанто» Lepanto | «Cantiere navale fratelli Orlando»           | 4 листопада 1876 року | 17 березня 1883 року | 16 серпня 1887 року | Виключений зі складу флоту 27 березня 1915 року, зданий на злам   |

## Оцінка
Броненосці типу «Італія» справили велике враження. Вони вважаються одними із найцікавіших та революційних кораблів свого часу. Вони мали потужну артилерію, прекрасну морехідність. На момент розробки вони мали певну перевагу над кораблями імовірних противників. На них також були приміщення для перевезення піхотної дивізії (11 000 чоловік), що давало змогу використовувати їх як швидкісні транспорти.
Але розвиток артилерії і поява скорострільних гармат (5-6 пострілів в хвилину) призвела до того, що броненосці з незахищеними бортами стали занадто вразливими до влучання осколочно-фугасних снарядів.
Тому наступний тип броненосців «Руджеро ді Лаурія» мав більш традиційні конструкторські рішення.